# 實錄
實錄是東亞地區所流行的一種編年體史書，在中國，專門指史官為記錄先朝皇帝各類事蹟所編寫的歷史書。

## 起源、發展與影響

### 起源與發展
- 在南朝梁周興嗣最早撰有《梁皇帝實錄》，專記梁武帝事[1]。
- 不過，作為一種正式編纂史書，則要到唐朝才開始完備，唐太宗在門下省設立起居郎[2]。專門記錄皇帝日常行動與國家大事，並負責編寫《起居注》、《日曆》，在前代皇帝去世後，由宰相領銜，根據《起居注》、《日曆》、中央與地方各部門檔案等材料撰寫類似於編年體的長編，進呈皇帝閱覽，並得到正式許可之後，再抄寫數份，將其保存在皇宮的圖書館中，以後沿为定制，歷宋、元、明、清而不改。
- 實錄修成后，皆藏於皇宫內的圖書館，嚴禁刊印與流傳，但又由於歷代戰亂，實錄大都毁於兵火。

### 影響
- 受到中國的影響，日本、朝鲜半岛與越南也有以「實錄」為名的歷史書。
  - 越南的《大南實錄》，是由記載阮朝歷朝皇帝事跡的「本紀」和重要人物的「列傳」所組成，比較近似於中國歷朝所編纂的本朝國史，並不完全是以編年為主的「實錄」體。
  - 日本的《日本文德天皇實錄》與《日本三代實錄》則為橫跨數代或是僅限某個年號的歷史記錄，則與嚴格意義上的「實錄」內容不同；不過《續日本後記》只記載仁明天皇一代的歷史記錄，又與「實錄」編寫方式相近，所以究竟當時的日本編纂者是如何理解「實錄」這一體裁，則仍有待研究。
  - 朝鲜王朝的《李朝實錄》則不論在形式、內容與編寫方式上都與中國歷代編寫「實錄」的方式相近。

## 現存的實錄與類似的編年體史書

### 中國
- 唐朝的《唐實錄》：
  - 《唐順宗實錄》5卷，編纂者為韓愈，元和九年（814）完成。因為韓愈本身是著名文學家，所以被收入在其文集中的外集，而被完整的保存下來，但根據司馬光在《資治通鑑考異》中的記載，《順宗實錄》本身又有詳本和略本之間的差別，所以現存的《順宗實錄》是否完整，仍有疑問。[3]
- 五代十國的實錄：
  - 《周世宗實錄》40卷，現存輯本1卷，編纂者為王溥，助手為扈蒙、張淡、王格、董淳4人，顯德六年（959年）冬編纂，建隆二年（961）完成。
- 遼朝的《皇朝實錄》（《遼實錄》）：
  - 遼太祖諸帝實錄70卷，元代後失傳。
- 宋朝的《宋實錄》：
  - 《宋太宗實錄》80卷，現存20卷。[4]宋真宗時由工部侍郎、集賢院學士判院事錢若水編纂，咸平元年（998）完成。
- 金朝的《金實錄》：
  - 金朝諸帝實錄如《祖宗》3卷、《太祖》20卷、《太宗》、《熙宗》、《海陵庶人》、《睿宗》10卷、《世宗》、《顯宗》18卷、《章宗》120卷、《宣宗實錄》皆已亡佚。[5]
- 西夏的《西夏實錄》：《宋史·夏國下》記載有詔修實錄一事，但未有成書記錄。
- 元朝的《元實錄》：
  - 自太祖建國至惠宗北走，共15帝，其中天順帝、惠宗未修實錄，其餘13帝實錄通稱《元十三朝實錄》，含《太祖实录》、《太宗实录》、《定宗实录》、《宪宗实录》、《世祖实录》、《成宗实录》、《武宗实录》、《仁宗实录》、《英宗实录》、《泰定实录》、《明宗实录》、《文宗实录》和《宁宗实录》。另有《睿宗实录》及《顺宗实录》等。今皆已亡佚。
- 明朝的《明實錄》：
  - 總計2,964卷，除了最後一代皇帝崇祯帝未修實錄和《明熹宗實錄》因人为原因有部分殘缺外[6]，基本上被完整的保存下來[7]，另有《睿宗實錄》今存抄本第11－50卷[8]。
- 清朝的《清實錄》：
  - 總計4,404卷，基本上被完整的保存下来。[9]
  - 中國最後一份實錄則是《清德宗景皇帝實錄》，完成於中華民國大陸時期。[10]

#### 明郑时期
- 《先王實錄》。編纂者為明郑时期戶官楊英，約於1664年至1666年間成書。現存的版本為1980年陳碧笙所校訂之版本。

### 日本
- 《續日本後記》20卷，編纂者為藤原良房等人，貞觀十一年（869）完成，為《六國史》的第四本。
- 《日本文德天皇實錄》10卷，編纂者為藤原基經等人，元慶三年（879）完成，為《六國史》的第五本。
- 《日本三代實錄》50卷，編纂者為源能有等人，延喜元年（901）完成，為《六國史》的第六本。
- 《昭和天皇實錄》，由宮內廳編纂，平成二十六年（2014）完成。

### 韓國
- 高麗王朝的《高丽历朝实录》
- 朝鮮王朝的《李朝實錄》
  - 總計1,893卷。除了《文宗實錄》缺第十一卷以及《世宗實錄》中的幾個圖片，基本上被完整的保存下來。現在主要兩個版本分藏於朝鮮民主主義人民共和國的金日成綜合大學與韓國國家記錄院轄下的歷史檔案館。

### 越南
- 《大南实录》584卷。現藏於越南國家圖書館。

## 價值與缺失

### 價值
- 由於「實錄」所採用的資料大多從起居注、日曆、中央與地方各部門檔案當中編寫而來，所以具有極高的史料價值，可以糾正以後朝眼光所編纂的正史所欲掩蓋的部分。
- 明朝基本上不同於前朝，不編纂本朝的國史，所以，在某種意義上，《明實錄》本身亦可視為是明朝的國史。

### 缺失
- 不過，由於《實錄》本身的編纂，就會牽扯到掌權者之間的政治鬥爭、王朝本身的忌諱，所以失實之處亦復不少：
  - 例如，《宋神宗實錄》與《宋哲宗實錄》就曾經過多次改寫。[11]
  - 例如，明朝永樂皇帝登基後，曾經命令姚廣孝主持三次重修《明太祖實錄》。並基本上將明惠帝的事跡附錄於《明太宗實錄》之前，稱為〈奉天靖難事蹟〉，而不另外編纂「明惠帝實錄」；另一個被廢的明景帝的事跡，則記載於《明英宗實錄》之內，稱為《廢帝戾王附錄》。
  - 例如，《清太祖高皇帝實錄》就曾經過多次修改，現存的版本是在清高宗時期所完成，與《滿文老檔》、《大清太祖武皇帝弩兒哈奇實錄》[12]、《大清太祖高皇帝實錄稿本》[13]相比，便有許多失載與失實之處。